# Košatka
Košatka je vesnice, část obce Stará Ves nad Ondřejnicí v okrese Ostrava-město. Nachází se asi 2,5 km na západ od Staré Vsi nad Ondřejnicí. V roce 2009 zde bylo evidováno 122 adres. V roce 2001 zde trvale žilo 338 obyvatel. Košatka nad Odrou vznikla v roce 1923 spojením samostatných obcí Velká Košátka a Malá Košátka.
Košatka leží v katastrálním území Košatka nad Odrou o rozloze 4,78 km2. Téměř celý katastr leží na Moravě, ale některé meandry Odry dříve náležely k sousednímu slezskému katastrálnímu území Jistebník.

## Název
Základem názvu vesnice bylo osobní jméno Košata (v mladší podobě Košěta). V nejstarších písemných dokladech je jednotné i množné číslo, možná původní podoba jména vsi tedy byla dvojí: 1) Košatka, jejíž význam by byl "Košatova ves", nebo 2) Košatky, což by byla zdrobnělina staršího Košetice, jehož výchozí tvar Košětici (ve starší podobě Košatici) by byl pojmenováním obyvatel vsi s významem „Košatovi lidé“. Od poloviny 18. století se jméno vesnice zapisovalo vždy v jednotném čísle.